# 小寨坝镇
小寨坝镇，是中华人民共和国贵州省貴陽市息烽县下辖的一个乡镇级行政单位。

## 行政区划
小寨坝镇下辖以下地区：
黑神届社区、磷兴园社区、中心村、南桥村、田兴村、南中村、亲戚寨村、茅草寨村、排杉村、石桥村、小寨坝村、高家坝村、上寨村、盘脚营村、潮水村、大寨村、关岭村、红岩村、前进村、大湾村、王家坪村和瓮沙村。